# Saint-Clément-de-Vers
Saint-Clément-de-Vers – miejscowość i gmina we Francji, w regionie Owernia-Rodan-Alpy, w departamencie Rodan.
Według danych na rok 1990 gminę zamieszkiwało 177 osób, a gęstość zaludnienia wynosiła 20 osób/km² (wśród 2880 gmin regionu Rodan-Alpy Saint-Clément-de-Vers plasuje się na 1448. miejscu pod względem liczby ludności, natomiast pod względem powierzchni na miejscu 1215.).